# Hermes Desio
Hermes Aldo Desio, né le 20 janvier 1970 à Rosario, est un footballeur argentin évoluant au poste de milieu de terrain. 
Dans le milieu footballistique, il est connu sous le nom d'Hermes Desio.
Sa carrière se déroule de la saison 1989-1990 à la saison 2002-2003. Après 5 saisons passées au CA Independiente dans son pays natal, il rejoint l'Europe et évolue au total dans 3 équipes espagnoles dont le Deportivo Alavés durant 6 saisons et avec qui il participe à l'épopée amenant le club en finale de Coupe UEFA 2000-2001.

## Palmarès
| Compétitions internationales    | Compétitions nationales                                                 |
| - Coupe UEFA - Finaliste : 2001 | - Championnat d'Espagne D2 (1) - Champion : 1998 - Vice-champion : 1997 |